# Green-Wood Cemetery

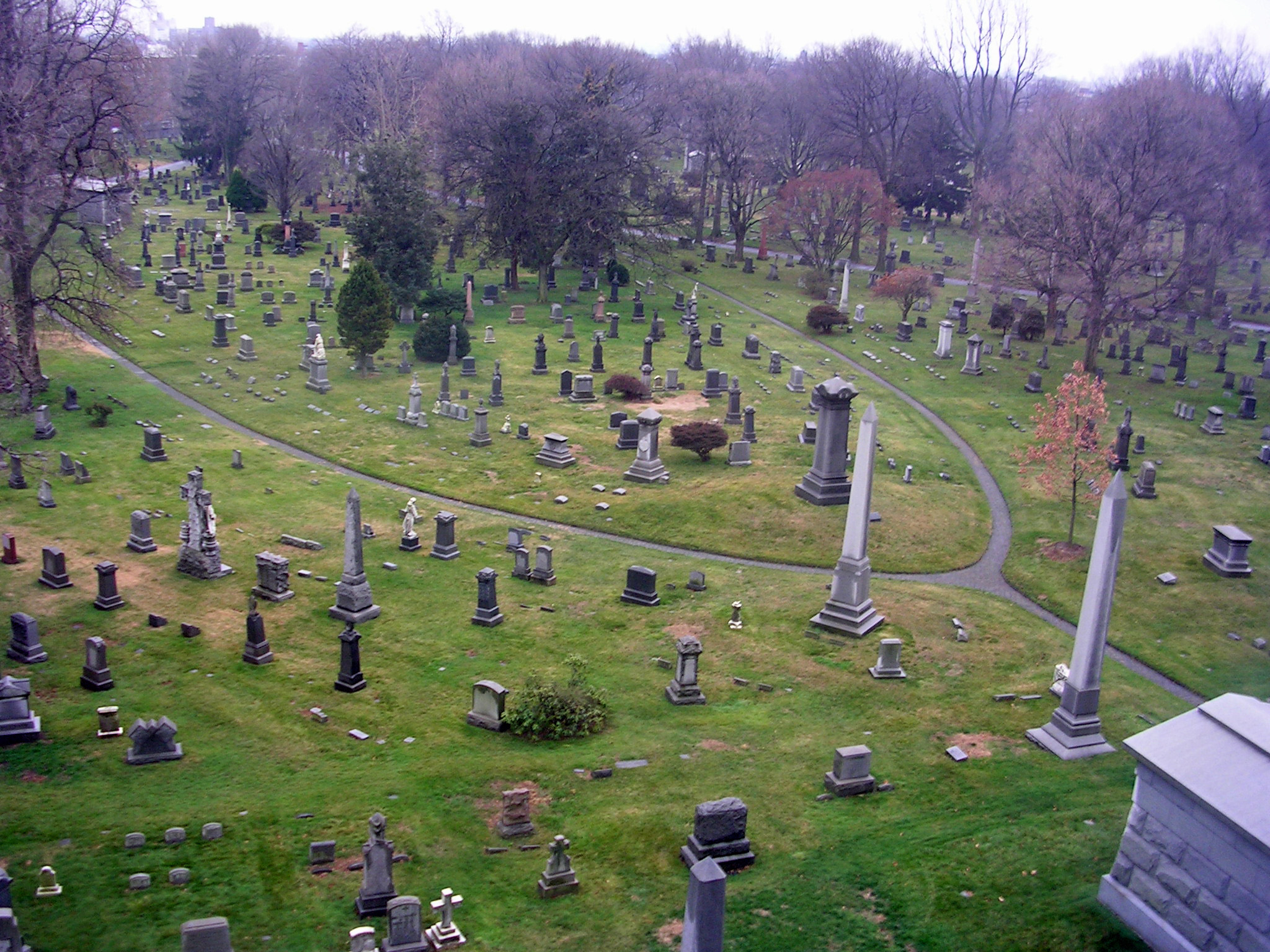
Green-Wood Cemetery

Green-Wood Cemetery ist ein Friedhof im New Yorker Stadtbezirk Brooklyn. Er beherbergt etwa 600.000 Gräber auf 1,9 km² (478 Acres).

## Geschichte
Die Idee, auf dem höchsten Punkt Brooklyns einen Friedhof anzulegen, stammte vom Stadtplaner Henry Evelyn Pierrepont, der zusammen mit anderen Investoren die ursprünglichen 178 Acres aufkaufte.
Gestaltet wurde die Anlage als Parkfriedhof von dem Ingenieur und ersten Präsidenten des Friedhofs David Bates Douglass, der den Park mit Rasen, Hügeln, Weihern und Spazierwegen anlegte.
Eröffnet 1838, erlangte der Green-Wood Cemetery bald Attraktivität für Ausflüge. Green-Wood wurde zum modischen Ort, um begraben zu werden.
Nach 1860 zog der Friedhof 500.000 Besucher pro Jahr an, und rivalisierte mit den Niagarafällen als größte Touristenattraktion des Landes.
Mengen strömten nach Green-Wood auf Familienausflüge, Kutschfahrten und „Skulpturen-Viewing“.
Die Popularität von Green-Wood half aber auch, die Notwendigkeit und Schaffung von öffentlichen Parks zu inspirieren, darunter der bekannte Central Park in Manhattan und der Prospect Park in Brooklyn.
Das Eingangstor im neugotischen Stil wurde in den 1860ern vom Architekten Richard Upjohn gestaltet, von dem auch weitere Gebäude des Friedhofs stammen.
Die von Warren and Wetmore entworfene Friedhofskapelle ist im Jahr 1911 fertiggestellt worden.
Green-Wood sind Berge, Täler, Teiche und Wege, in denen eine der größten Freiluft-Sammlungen des 19. und 20. Jahrhunderts von Statuen und Mausoleen existiert.
Die vier Jahreszeiten bieten Schönheit unter Jahrhunderte alten Bäumen sowie eine Oase der Ruhe für die Besucher.
Hier liegen ca. 560.000 Menschen bestattet, darunter so unterschiedliche Persönlichkeiten wie z. B. Leonard Bernstein, William Magear („Boss“) Tweed, Claudio S. Grafulla, Charles Clyde Ebbets, Jean-Michel Basquiat, Louis Comfort Tiffany, Horace Greeley, Peter Cooper, Fred Ebb, Louis Moreau Gottschalk, Lola Montez, die New Yorker Mitglieder der Steinway-Familie, sowie Bürgerkriegs-Generäle, Baseball-Legenden, Politiker, Künstler, Entertainer und Erfinder.
Jeder, der im 19. Jahrhundert in New York etwas darstellte, wollte dort begraben werden.
Die New York Times brachte es 1866 auf den Punkt: „Es ist der Ehrgeiz der New Yorker auf der Fifth Avenue zu leben, ihre Spaziergänge im Central Park zu unternehmen und sich zu seinen Vätern in Green-Wood zur (letzten) Ruhe zu legen.“
Für Vogelbeobachter ist Greenwood ein Anziehungspunkt und inzwischen ein registriertes Mitglied des Audubon Cooperative Sanctuary Systems.

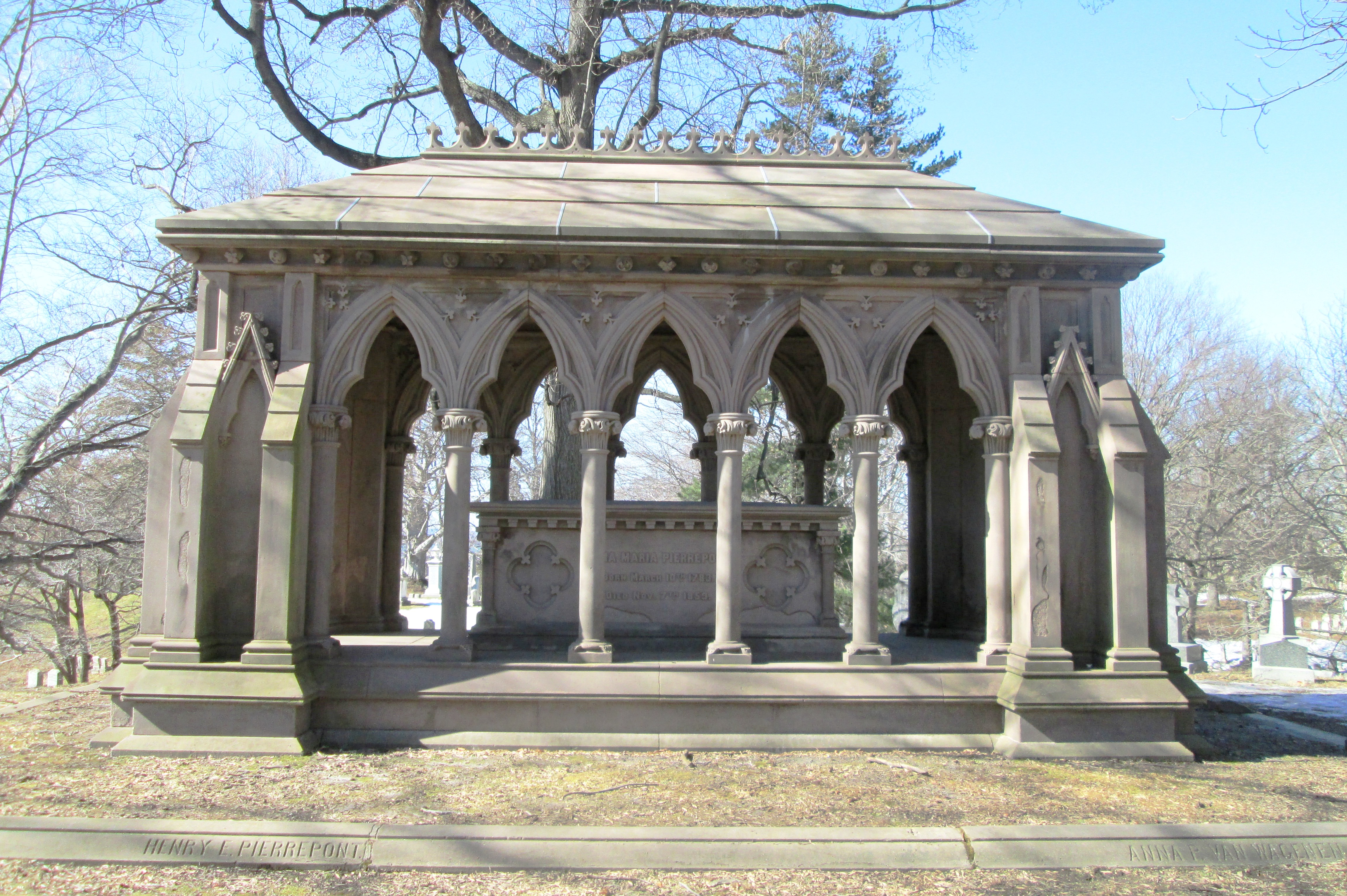
Das Hezekiah Pierrepont Memorial von Richard Upjohn (2015)

Der Friedhof wurde im März 1997 als Historic District in das National Register of Historic Places eingetragen und am 20. September 2006 zu einem National Historic Landmark erklärt.

## Das Grabmal von Charlotte Canda (1828–1845)

Das Grabmal von Charlotte Canda auf dem Green-Wood-Friedhof

Charlotte wurde am 3. Februar 1828 in New York geboren und von Charles und Adele Canda adoptiert. Sie sorgte für Erstaunen, da sie mit 13 Jahren fünf Sprachen beherrschte und wie Leonardo da Vinci zeichnen konnte. Ihre Eltern betrieben eine „Finishing School“ am Lafayette-Platz und sie wurde in der Stadt liebevoll „das französische Mädchen“ genannt. Sie war überall beliebt und mit 16 hatte sie einen französischen Adligen zum Verlobten auserwählt.
Im November 1844 starb ihre Tante Clemence mit 26 Jahren. Charlotte war untröstlich und inmitten der Gotik von Old St. Patrick Church, kam ihr die Inspiration, ein Märchenschloss für Clemence zu zeichnen. Die Zeichnungen versteckte sie in ihrem Zeichentisch.
Am Abend des 3. Februar 1845, Charlottes 17. Geburtstag, wehte ein starker Nordost-Wind, der Schneeregen und Hagel mit sich brachte. Dennoch kamen Charlottes Freunde zu ihrer Geburtstagsfeier. Am Ende des Abends brachten sie und ihr Vater ihre Freundin nach Hause zum Waverly Place. Der Kutscher warf die Zügel über den Sitz, stieg herunter, öffnete die Kutschentür und ließ Mr. Canda die Freundin an die Haustür begleiten; indessen stampfte er mit den Füßen und die Pferde schüttelten ihre Mähnen. Unerklärlicherweise scheuten plötzlich die Pferde und liefen los – Charlotte in der Kutsche und die Tür offen. Als sie um die Ecke bogen, wurde sie aus der Kutsche auf den Broadway geworfen. Zeugen aus einem nahen Hotel brachten sie herein, wo sie jedoch kurz vor Mitternacht verstarb.
Die Eltern fanden später Charlottes Zeichnung von dem Märchenschloss, das als Vorbild für ihr Grabmal diente.
Es wurde aus weißem Carrara-Marmor im Stil eines Tabernakels errichtet und von den Steinmetzen John Frazee und Robert Launitz ausgeführt. Es ist mit 17 Rosenknospen, Blumen und Musikinstrumenten dekoriert. Eine lebensgroße Statue von Canda in ihrem Geburtstagskleid unter einem Baldachin beherrscht das Grabmal. Bei Erstellung wurde es noch von zwei Engeln flankiert.
Eine Tafel berichtete über ihre Todesumstände.
Charles Albert Jarrett de la Marie, der Charlottes Verlobter gewesen sein soll, verübte Selbstmord ein Jahr nach ihrem Tod und wurde in ihrer Nähe beerdigt.